# Antonina Wiktoria Rosicka
Antonina Wiktoria Rosicka (Wiktoria Gentil-Tippenhauer) (ur. 15 grudnia 1863 w Łodzi, zm. w 1939 lub po 1946, prawdopodobnie w Paryżu) – polska tłumaczka, nauczycielka i pisarka.

## Życiorys
Wiktoria Rosicka była jednym z siedmiorga dzieci Andrzeja Rosickiego, prezydenta Łodzi w latach 1863–1865, i Anny z domu Robowskiej (1829–1899). Opuściła kraj, aby podjąć studia w Zurychu. 8 kwietnia 1897 roku poślubiła w Łodzi Louisa Wieperta Gentil-Tippenhauera (1867–1959), niemieckiego inżyniera i badacza, autora kilkusetstronicowej monografii Die Insel Haiti (Lipsk, 1893), którego poznała w Szwajcarii. Razem z mężem wyjechała na Haiti, gdzie Gentil-Tippenhauer pełnił funkcję inżyniera rządowego odpowiedzialnego za budowę pierwszej kolei wąskotorowej. Mieli dwie córki: Wandę, znaną zakopiańską malarkę, i Jadwigę, aktorkę. Wiktoria, pewien czas po rozstaniu z mężem wróciła na stałe do Polski.

## Twórczość
Wiktoria Rosicka debiutowała w 1885 roku przekładem powieści Mary Elizabeth Braddon Zakładnik losu opublikowanym w dodatku do „Dziennika Łódzkiego”.
Była jedyną polską tłumaczką Szekspira w XIX wieku. W 1892 roku ukazał się jej przekład Romea i Julii, opublikowany w Łodzi nakładem księgarni Ludwika Fischera, znanego łódzkiego drukarza. Przetłumaczyła też skróconą wersję powieści Życie i przygody Marcina Chuzzlewit (1928) Charlesa Dickensa. Opublikowała również dwa zbiory opowiadań dla dzieci: Wolę być sobą niż królem (1929) oraz Bajki murzyńskie z Haiti (1931), ilustrowane przez jej córkę Wandę. 
Współpracowała z „Dziennikiem Łódzkim”.